# Hermes
 For alternative betydninger, se Hermès. (Se også artikler, som begynder med Hermès)
Hermes er handelens, købmændenes og tyvenes gud i græsk mytologi. Hermes' symbol er enten bevingede sko eller en vinget stav, ofte omslynget af slanger. Derudover ses han ofte med en heroldstav.

## Hermes' familie
Hermes er søn af Zeus og nymfen Maia. Han kom til verden i en hule i Arkadien, hvor hans moder boede. Her opfandt han lyren ved at spænde fåretarme over et skildpaddeskjold. Hermes er tyvenes gud, allerede som spæd prøvede han bl.a. at stjæle Apollons kvæg. Men Helios (Solen), der ser alt, fortalte det til Zeus, der greb ind. Apollon indgik dog en byttehandel med Hermes, der gav Hermes kvæget, i bytte mod, at Apollon fik hans lyre. Derfor er Apollon musikkens gud. Omvendt er Hermes også hyrdernes og hjordens gud, samt beskytter for rejsende og handlende.
Hermes er far til Pan og Hermaphroditos.
Han hersker over planeten Merkur, også kaldet "det syvfoldige lys", fordi den modtager syv gange så meget lys som sin nærmeste nabo, Venus.

## Hermes-statuerne
Statuer af Hermes, såkaldte "hermer", bestod af en støtte med et mandshoved som repræsenterede guden, og en fallos foran på pilaren. "Hermerne" blev benyttet som mærkestene for grænser og vejlængder, og var det mest udbredte religiøse symbol i Athen. De skulle også bringe held og mandlig frugtbarhed, og med dette formål blev de rejst udenfor folks privathuse. En af de største religiøse kriser i Athens historie udløstes i løbet af morgentimerne en dag i 415 f.Kr., hvor atherne fandt næsten alle byens Hermes-statuer ødelagte. Der blev straks igangsat en omfattende undersøgelse for at finde misdæderne. Dusør og retslig immunitet blev udlovet til enhver, som kunne fortælle om ringeagt for religionen, uanset i hvilken form. Især havde man de aristokratiske herreklubber mistænkt for at gør nar af folketroen.
 Omkring 500 år senere foreslog Plutark, at ødelæggelsen af "hermerne" kunne være organiseret af nogen, der ønskede at forhindre den athenske ekspedition til Sicilien, f.eks. bystaten Korinth, der havde interesse af at beskytte sin koloni Syrakus på øen. Modstandere af Alkibiades og hans koloniseringsprojekt kan også have stået bagved ødelæggelserne.